# ناوتاكي هانيو
ناوتاكي هانيو (باليابانية: 羽生直剛؛ بالكانا: ハニュウ ナオタケ)، من مواليد 22 ديسمبر 1979 في تشيبا في اليابان، لاعب كرة قدم ياباني.
بدأ مسيرته الكروية مع نادي جيف يونايتد في عام 2002، وهو يلعب معهم حتى الآن.
و قد بدأ باللعب مع منتخب اليابان لكرة القدم في عام 2006.

## روابط خارجية
- ناوتاكي هانيو على موقع الاتحاد الدولي (مؤرشف)  (الإنجليزية)
- ناوتاكي هانيو على موقع رابطة كرة القدم اليابانية للمحترفين (اليابانية)
- ناوتاكي هانيو على موقع إي إس بي إن إف سي (الإنجليزية)
- ناوتاكي هانيو على موقع قاعدة بيانات كرة القدم.إي يو (الإنجليزية)
- ناوتاكي هانيو على موقع ناشيونال فوتبول تيمز (الإنجليزية)
- ناوتاكي هانيو على موقع Soccerway.com (الإنجليزية)
- ناوتاكي هانيو على موقع عالم كرة القدم.نت (الإنجليزية)
- ناوتاكي هانيو على موقع كووورة